# Oscar (syn Oisína)
Oscar (Osgar, ang. Deer Friend) – w iryjskiej mitologii syn Oisína i Eibhir, wnuk Finna MacCoola. Jego imię znaczy "Przyjaciel Jelenia" i przywodzi na myśl jego babkę, boginię Sadb, którą Finn MacCool spotkał po raz pierwszy w czasie polowania przemienioną w Łanię.
Oskar był potężnym wojownikiem, jednym z najlepszy w drużynie Fianna. Jego żywot przypada na czas krwawego konfliktu między Fenianami a królem Cairbe, który uznał, że stali się oni zbyt potężni. Król nie zapłacił drużynie za ich służbę i stworzył nowy zastęp wojowników, który miał ich zastąpić W bitwie pod Gabhra, w okolicach Dublinu, Oscar zabił w pojedynku króla Caribe, samemu otrzymując śmiertelny cios. Według podań Finn MacCool powrócił z zaświatów, żeby opłakiwać śmierć swego wnuka.